# Seekers

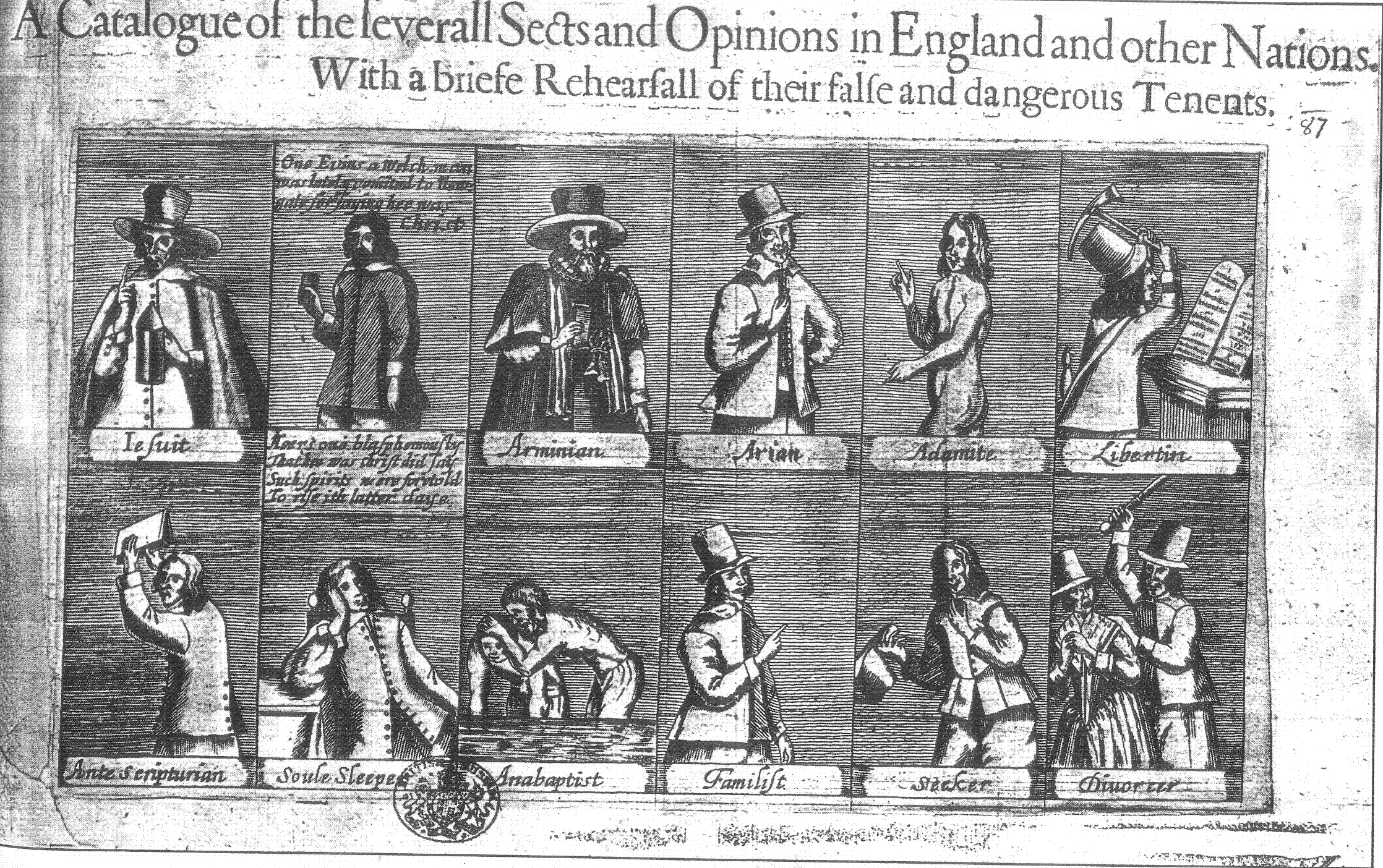
O panfleto "Catalogo de Seitas e Opiniões Severas", de 1647

Os Seekers (em português: buscadores ou arianos-legatinos, como às vezes eram conhecidos) foi um grupo protestante dissidente inglês que emergiu por volta de 1620, provavelmente inspirado na pregação de três irmãos: Walter, Thomas e Bartholomeu Legate. Os seekers consideravam que todas as igrejas organizadas de seus dias fossem corruptas e preferiam esperar por uma nova revelação de Deus. Posteriormente, muitos deles se uniram à Sociedade Religiosa dos Amigos, os quacres.

## Origens
Muito antes a Guerra Civil Inglesa acontecer, já existia o que Hill classificava como "cultura herética da classe baixa" na Inglaterra. Os pilares dessa cultura eram o anticlericalismo e uma forte ênfase no estudo bíblico, porém mantinham doutrinas específicas com estranha persistência: rejeição da predestinação, do milenarismo, do mortalismo, do antitrinitarismo e do hermetismo. Tais ideias tornaram-se lugar comum para batistas, seekers e quacres primitivos do século XVII e outros grupos radicais que participaram do debate aberto à revolução inglesa.

## Crenças e práticas
Os seekers não eram um grupo religioso formado da forma que conhecemos hoje. Não eram uma seita religiosa ou denominação, mas possuíam informalidade e localização. A membresia a uma assembleia local de seekers não impedia a adesão à outro grupo religioso. De fato, os seekers evitavam credos (veja Cristianismo não denominacional) e cada assembleia tendia a abraçar um amplo espectro de ideias.
Os seekers após a liderança dos irmãos Legate eram puritanos, mas não calvinistas. Alguns historiadores contemporâneos, embora aceitando seu zelo em desejar uma "sociedade divina", duvidavam que os puritanos ingleses durante a Revolução Inglesa estivessem tão comprometidos com a liberdade religiosa e com o pluralismo tal como as histórias tradicionais sugeririam. No entanto, o recente trabalho do historiador John Coffey  enfatizou a contribuição de uma minoria de protestantes radicais que buscavam firmemente a tolerância para a chamada heresia, para a blasfêmia, para o Catolicismo, para as religiões não-cristãs e até mesmo para o ateísmo. Esta minoria incluía os seekers, assim como os batistas gerais. Seu testemunho coletivo exigia que a igreja fosse uma comunidade inteiramente voluntária, não coercitiva, capaz de evangelizar em uma sociedade pluralista governada por um estado puramente civil. Tal demanda estava em nítido contraste com as ambições do Protestantismo convencional mantido pela maioria calvinista. No entanto, em comum com os outros dissidentes, os seekers acreditavam que a Igreja Católica havia se corrompido e, através de sua herença comum, a Igreja da Inglaterra também. Somente o próprio Cristo poderia estabelecer a "igreja verdadeira".
No entanto, havia várias crenças e práticas diferentes que diferenciavam os seekers do grande número de grupos dissidentes não-conformistas que surgiram na época da Comunidade Britânica. O mais significativo entre os seekers era a forma de adoração coletiva: eles realizavam as reuniões livres e todos os rituais da Igreja em silêncio, conscientes da inspiração e orientação direta de Deus.
Em vários aspectos, os seekers anteciparam os principais aspectos do Quackerismo sendo que um número significativo deles tornaram-se quacres. Muitos seekers remanescentes compareceram ao funeral de George Fox. Richard Baxter, um autor contemporâneo não simpático ao grupo, alegou que eles haviam se fundido com os Vanistas, os seguidores de Henry Vane, o Jovem.
Muitas vezes, quando os "hereges" eram confrontados com a possibilidade de serem queimados na fogueira, eles se retratavam, mantendo suas crenças de uma maneira menos pública. Os seekers eram excepcionais. Thomas morreu na prisão de Newgate depois de ser preso por sua pregação e Bartholomeu foi queimado por heresia em 1612.

## Seekers influentes
- Roger Williams, (especula-se)
- William Erbery (ou 'Erbury') (1604–1654), acredita-se que ele convenceu a filha de Oliver Cromwell a se tornar uma seeker.
- John Saltmarsh, escritor do livro "A Fumaça no Templo" (1646), uma importante declaração de fé dos seekers.
- William Walwyn (veja Niveladores).